# محمدتقی بهجت
محمدتقی بَهجت فومنی (۲ شهریور ۱۲۹۵–۲۷ اردیبهشت ۱۳۸۸) از عرفا و مراجع تقلید شیعه اهل ایران بود. او از شاگردان محمدحسین غروی اصفهانی و سید علی قاضی طباطبایی بود و از جانب سید علی قاضی، لقب «فاضل گیلانی» گرفته بود. وی در سن ۹۳ سالگی در قم درگذشت و پس از اقامهٔ نماز توسط جوادی آملی در حرم فاطمه معصومه دفن شد.

## زندگی

### تولد
محمدتقی بهجت در شب جمعه ۲ شهریور ۱۲۹۵ (برابر با ۲۵ شوال ۱۳۳۴ هجری قمری) در خانواده‌ای مذهبی، در شهر فومن، استان گیلان، متولد شد. کربلایی محمود، پدر وی، از اهالی فومن بود و در مورد اهل بیت به ویژه حسین بن علی شعر می‌سرود.

#### نامگذاری
دربارهٔ نام وی خاطره‌ای از یکی از نزدیکان وی نقل شده است:

پدر ایشان در سن ۱۶–۱۷ سالگی بر اثر بیماری وبا در بستر بیماری می‌افتد و حالش بد می‌شود به گونه‌ای که امید زنده ماندن او از بین می‌رود؛ وی می‌گفت: در آن حال ناگهان صدایی شنیدم که گفت: «با ایشان کاری نداشته باشید، زیرا ایشان پدر محمدتقی است.» تا اینکه با آن حالت خوابش می‌برد و مادرش که در بالین او نشسته بود گمان می‌کند وی از دنیا رفته، اما بعد از مدتی پدر آقای بهجت از خواب بیدار می‌شود و حالش رو به بهبودی می‌رود و بالاخره کاملاً شفا می‌یابد. چند سال پس از این ماجرا تصمیم به ازدواج می‌گیرد و سخنی را که در حال بیماری به او گفته شده بود کاملاً از یاد می‌برد. بعد از ازدواج نام اولین فرزند خود را به نام پدرش مهدی می‌گذارد، فرزند دومی دختر بوده، وقتی سومین فرزندش متولد می‌شود، اسمش را محمدحسین می‌گذارد، و هنگامی که خداوند چهارمین فرزند را به او عنایت می‌کند به یاد آن سخن که در دوران بیماری اش شنیده بود می‌افتد، و وی را «محمدتقی» نام می‌نهد، ولی وی در کودکی در حوض آب می‌افتد و از دنیا می‌رود، تا اینکه سرانجام پنجمین فرزند را دوباره «محمدتقی» نام می‌گذارد، و بدین‌سان نام بهجت مشخص می‌گردد.

### از کودکی تا آغاز نوجوانی

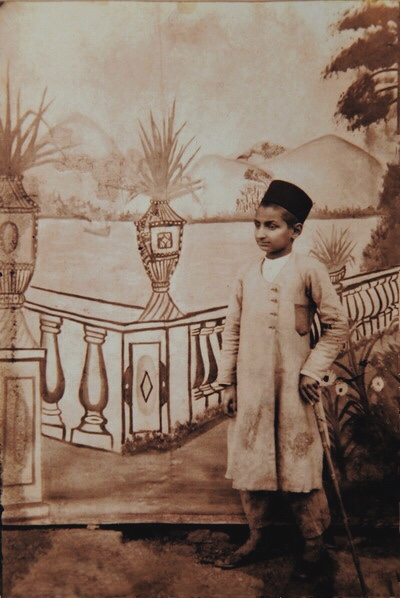
بهجت در کودکی

نخستین رویداد مهم در زندگی وی، مرگ مادرش در شانزده ماهگی او بود. بهجت، تحصیلات ابتدایی را در مکتب‌خانه ملاحسین کوکبی فومنی واقع در فومن گذراند و در همان شهر به تحصیل مقدمات علوم اسلامی در حوزه علمیه زیر نظر افرادی همچون احمد سعیدی فومنی، در کنار برخی متون ادبیات فارسی مانند بوستان سعدی، گلستان سعدی و کلیله و دمنه فراگرفت.

### تحصیل در کربلا
در ۱۳ سالگی، پدرش او را به همراه یکی از دوستانش که وضع مالی خوبی داشت، به کربلا فرستاد. محمدتقی در سفر اول موفق به خروج از مرز نشد و مأموران مرزی به دلیل عدم همراهی والدین یا نداشتن جواز خروج، از ورودش به عراق جلوگیری کردند. اما بعدها در سال ۱۳۰۸، در حالی‌که چند ماه بیشتر تا ۱۴ سالگی فاصله نداشت، موفق به خروج از کشور شد. محمدتقی به منزل عمویش، که در آن زمان مقیم کربلا بود، رفت و پس از حدود یک سال در حجره‌ای در حوزه علمیه، ساکن شد. محمدتقی در این سال‌ها ادبیات عرب و بخشی از کتاب‌های فقه و اصول را خواند و در سال دوم سکونتش در کربلا، نزد جعفر حائری فومنی و با حضور پدر که به کربلا آمده بود، عمامه بر سر گذاشت.

### تحصیل در نجف
بهجت، پس از چهار سال حضور در کربلا، در سال ۱۳۵۲ ق. (برابر با ۱۳۱۲ شمسی) عازم نجف شد. او در حوزه علمیه نجف، ابتدا بخش‌های پایانی سطح عالی علوم حوزوی را نزد افرادی همچون مرتضی طالقانی، سید محمدهادی میلانی، ابوالقاسم خویی، علی محمد بروجردی و سید محمود حسینی شاهرودی به پایان رساند و سپس وارد دروس خارج فقه و اصول شد. برای تحصیل در دروس خارج، نزد روحانیون نجف همچون آقا ضیاءالدین عراقی و میرزای نائینی در اصول و محمدکاظم شیرازی در فقه درس گرفت. سپس به حوزه درسی محمدحسین غروی اصفهانی (مشهور به کمپانی اصفهانی) پیوست و سال‌ها ماندگار شد. محمدتقی علاوه بر فقه و اصول، به فلسفه و علوم عقلی نیز توجه داشت. بدین‌رو کتاب‌های مهم فلسفه اسلامی مانند الاشارات و التنبیهات ابن سینا و اسفار ملاصدرا را نزد سید حسین بادکوبه‌ای فراگرفت. او پس از کسب تجربه در تدریس دروس حوزه، از مدرسان سطوح عالی شد. همکاری با شیخ عباس قمی در تألیف کتاب سفینةالبحار از دیگر فعالیت‌های بهجت در آن سال‌ها بود. وی در حدود ۲۸ سالگی به درجه اجتهاد رسید.

#### استادان
دو تن از روحانیون حوزهٔ نجف تأثیر زیادی بر شخصیت محمدتقی بهجت گذاشتند: محمدحسین غروی اصفهانی و سید علی قاضی. او دربارهٔ محمدحسین غروی اصفهانی می‌گوید: (به نقل از مصباح)

مرحوم آقا شیخ محمد حسین طوری بود که اگر کسی به فعالیت‌های علمی اش توجه می‌کرد تصور می‌کرد در شبانه روز هیچ کاری غیر از مطالعه و تحقیق ندارد، و اگر کسی از برنامه‌های عبادی ایشان اطلاع پیدا می‌کرد فکر می‌کرد غیر از عبادت به کاری نمی‌پردازد.
همچنین میرزا علی قاضی تأثیر بسیاری بر روش عرفانی و کسب مراتب معنوی او گذاشت. سید علی قاضی نیز او را «فاضل گیلانی» خطاب می‌کرد.
او از نظر جسمی ضعیف بود و هر از گاه باید به کاظمین و سامرا و کربلا می‌رفت تا ضمن تغییر آب‌وهوا، بدن خود را از آسیب‌های بیشتر مصون نگه دارد.

### بازگشت به ایران
محمدتقی بهجت پس از شانزده سال اقامت در عراق در سال ۱۳۲۴، به توصیه پزشکان و به‌دلیل بیماری به ایران بازگشت. مدت چندانی نگذشته بود که به پیشنهاد خواهر بزرگترش ازدواج کرد. چند ماهی را در فومن ماند تا اینکه تصمیم گرفت دوباره به حوزه علمیه نجف برود. اما این بار بر‌آن شد که در مسیر راه و هم‌زمان با پرداختن به امور گذرنامه، مدتی در شهر قم ساکن شود تا با حوزه علمیه قم آشنایی بیشتری پیدا کرده و سپس عازم نجف گردد. بدین‌رو در سال ۱۳۲۴، عازم قم شد. بیش از چندی از حضورش در قم نگذشته بود که در سال ۱۳۲۵، پدرش نیز درگذشت. او کماکان در قم ساکن بود که خبر مرگ سید ابوالحسن اصفهانی و سید علی قاضی به او رسید.

### اقامت در قم
این اخبار و مرگ پدر، وی را بر آن داشت که در شهر قم، سکونت گزیند و در آنجا تحصیلات خود را با حضور در جلسات درس خارج کوه‌کمری و بروجردی (که چند ماهی از حضورش در حوزه علمیه قم نمی‌گذشت) ادامه دهد.
او تا پایان عمر در شهر قم زندگی کرد.

## درگذشت

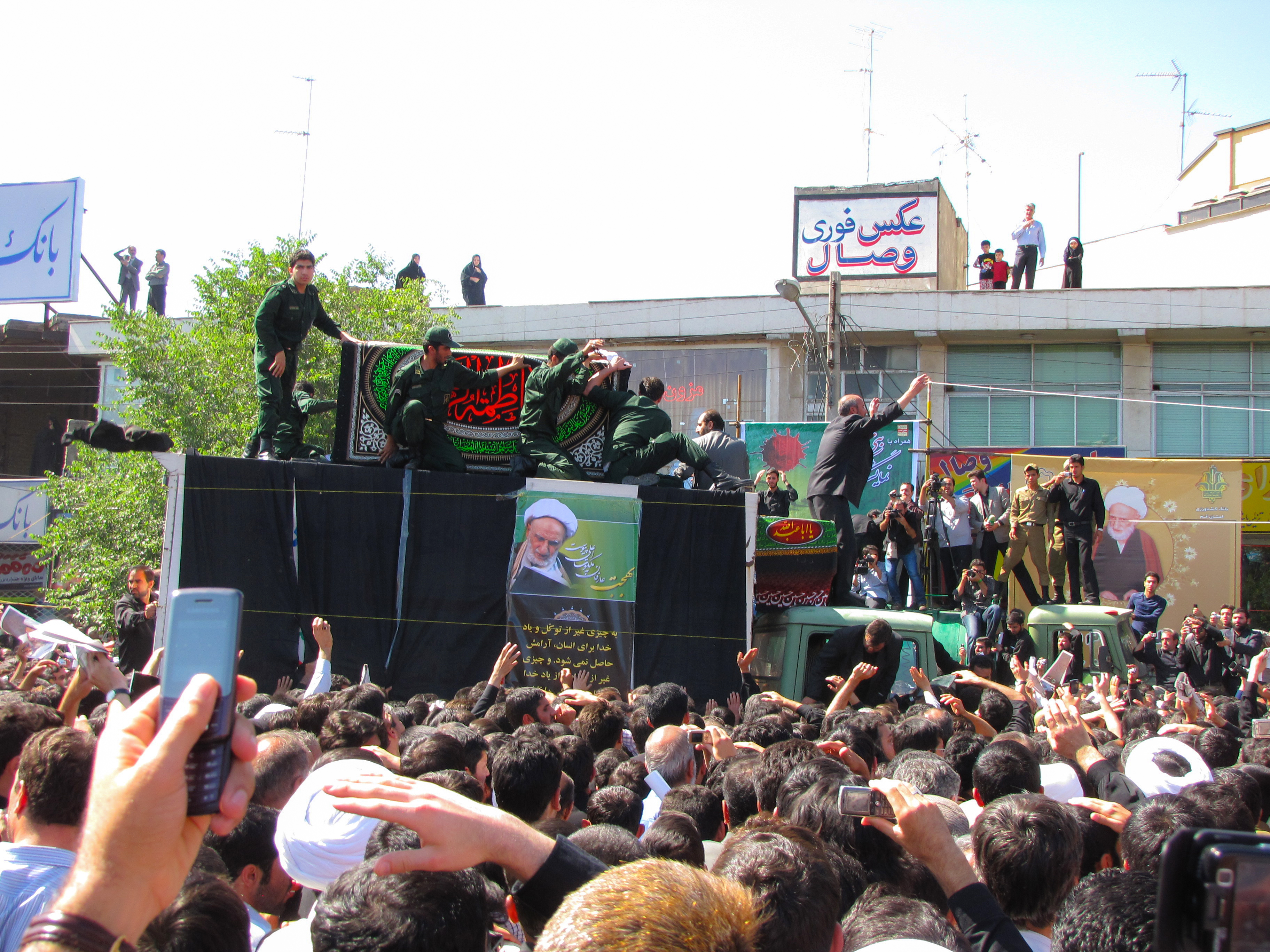
تابوت و لحظه‌ای از به خاک‌سپاری محمدتقی بهجت در شهر قم

محمدتقی بهجت در ساعت ۱۴ و ۳۰ دقیقه روز یکشنبه ۲۷ اردیبهشت ۱۳۸۸ در ۹۲ سالگی به علت ایست قلبی درگذشت. جسد وی پس از تشییع و اقامه نماز بر آن توسط عبدالله جوادی آملی در حرم فاطمه معصومه (در مسجد بالاسر) دفن شد.
در پی درگذشت او، شخصیت‌های سیاسی مانند سید علی خامنه‌ای، اکبر هاشمی رفسنجانی، محمود احمدی‌نژاد و سایر مسئولان عالی‌رتبه نظام جمهوری اسلامی، مراجع تقلید و شخصیت‌های حوزوی و مراکز و مجامع دینی و فرهنگی اسلامی پیام تسلیت فرستادند.

## فعالیت‌ها

### در حوزه علمیه

#### تدریس
وی در زمان طلبگی در نجف به تدریس نیز مشغول بود. پس از ورود به قم نیز مشغول تدریس شد و پس از نزدیک به یک سال، شروع به تدریس خارج فقه و اصول کرد که بیش از شصت سال و تا آخرین روزهای عمرش ادامه یافت. در سال‌های اخیر عمرش، صبح‌ها به تدریس خارج فقه و عصرها به تدریس خارج اصول اشتغال داشت و حجره‌های مدارس و سپس منزل خود را محل تدریس قرار داد تا اینکه نخست در دو مسجد و از سال ۱۳۷۵ در مسجد فاطمیه، واقع در گذر خان درس‌های خود را برگزار کرد و تا پایان عمر در این محل ادامه داد.

#### تألیفات
محمدتقی بهجت، تألیفات متعددی در فقه و اصول دارد که خود برای چاپ اکثر آن‌ها اقدام نکرد. وقتی گروهی خواستند آثارش را بدون استفاده از وجوه شرعی  چاپ کنند، به آنان گفت: «هنوز بسیاری از کتاب‌های علمای بزرگ، سال‌هاست که مخطوط باقی‌مانده‌اند. آن‌ها را چاپ کنید. این کتاب‌ها دیر نشده است». برخی از آثار چاپی و خطی او به این قرار است:
- مناسک حج
- وسیلةالنجاة: این کتاب حاوی آرای او در برخی ابواب فقه است که در متن کتاب وسیلةالنجاة، تألیف سید ابوالحسن اصفهانی آمد و جلد نخست آن به چاپ رسید.
- جامع‌المسائل: دوره فقه فتوایی، حاصل تلاش بیست‌وپنج ساله اوست که بخشی از آن، حاشیه بر کتاب ذخیرةالعباد محمدحسین غروی اصفهانی است که در پنج جلد به چاپ رسید.
- مباحث الاصول: دوره کامل اصول
- مجموعه فقهی بهجةالفقیه: شامل کتاب‌های طهارت، صلات، زکات، خمس و حج.
- حاشیه بر مکاسب مرتضی انصاری و تکمیل آن تا پایان متاجر.
- حاشیه بر مناسک مرتضی انصاری.
- سروده‌های عرفانی و اخلاقی.
- حضرت حجت: مجموعه بیانات محمدتقی بهجت پیرامون حجت بن الحسن

وی در تألیف سفینةالبحار با شیخ عباس قمی نیز همکاری داشته است.

##### لقب انتخابی وی
محمد تقی بهجت، لقب العبد را برای خود برگزیده بود و در انتهای نامه‌ها و پیام‌های خود آن را به‌کار می‌برد. وی در رساله عملیه‌اش، از ۱۱۷ مرتبه چاپ، هفت مرتبه حتّی اسم و فامیل خود را روی جلد، چاپ نکرد و ۱۱۰ چاپ دیگر را با لقب العبد در ابتدای نامش به چاپ رساند، آن هم نه از وجوه شرعی. توزیع رایگان «رساله» را نیز تبلیغ برای خود می‌دانست و منع کرده بود.

### فعالیت‌های اجتماعی

#### مرجعیت
پس از درگذشت محمدعلی اراکی، جامعهٔ مدرسان حوزه علمیه قم، مرجعیت وی را اعلام کرد و افرادی چون عبدالله جوادی آملی و علی مشکینی نیز برای پذیرش مرجعیت از سوی وی نقش داشتند. همچنین او هیچ‌گاه اقدام به انتشار توضیح‌المسائل نکرد تا اینکه بعدها فتاوایش را بدون ذکر نام به چاپ رساند. از چاپ ششم به بعد روی جلد رساله او عبارت «العبد محمدتقی بهجت» نوشته شد.
به نقل عباس محفوظی، وی خواسته بود که مقلدانش به علی صافی گلپایگانی رجوع کنند. علی صافی چند ماه پس از مرگ بهجت درگذشت. فرزند دوم وی، علی بهجت، نیز اعلامیه‌ای مبنی بر ادامه کار دفتر او زیر نظر علی صافی صادر کرد.